# NGC 6874
NGC 6874 é um aglomerado aberto na direção da constelação de Cygnus. O objeto foi descoberto pelo astrônomo William Herschel em 1792, usando um telescópio refletor com abertura de 18,6 polegadas. 